# Ludwig Wåhlberg
Ludwig „zai“ Wåhlberg (* 5. August 1997) ist ein schwedischer E-Sportler, der für Team Liquid in der Disziplin Dota 2 antritt. Mit mehr als 4.200.000 US-Dollar erspielten Siegprämien gehört Wåhlberg zu den 20 finanziell erfolgreichsten E-Sportlern.

## Karriere
Wåhlberg begann seine E-Sports-Karriere im Spiel Heroes of Newerth und konnte im Alter von 14 Jahren mit dem Sieg bei der DreamHoN mit Trademark eSports auf sich aufmerksam machen. Er trat unter anderem für CompLexity an und wurde 2012 von Honcast zum Spieler des Jahres ausgezeichnet.
Im folgenden Jahr begann Wåhlberg professionell Dota 2 zu spielen. Seinen Durchbruch schaffte er 2014, als er von der amerikanischen Organisation Evil Geniuses unter Vertrag genommen wurde. Mit dem Team wurde Wåhlberg Dritter bei The International 2014 und erspielte dadurch über 200.000 US-Dollar Preisgeld. Anfang 2015 verließ er gemeinsam mit seinem Mitspieler Artour „Arteezy“ Babaev Evil Geniuses und spielte in Europa für Team Secret. Nachdem er mit seinem neuen Team den Erwartungen bei The International 2015 nicht gerecht werden konnte, verließ er die Mannschaft, um seine schulische Ausbildung abzuschließen.
2016 kehrte Wåhlberg zu seinem früheren Team Evil Geniuses zurück. Bei dem The International 2016 konnte er erneut eine Position unter den besten Drei und damit seinen größten finanziellen Erfolg erreichen. Nach einem enttäuschenden Ergebnis bei der folgenden Ausgabe der Weltmeisterschaft wurde Wåhlberg aus dem Team entfernt. 2018 unterzeichnete er ein weiteres Mal einen Vertrag mit Team Secret und gewann im Folgejahr zwei vom Spielentwickler Valve gesponserte Major-Turniere, das Chongqing Major und das MDL Disneyland Paris Major. Zum Saisonabschluss landete Wåhlberg bei The International 2019, dem zu diesem Zeitpunkt höchstdotierten E-Sports-Turnier, auf dem vierten Platz. Bei der nächsten Auflage des Turniers sicherte er sich 2021 mit Team Secret seine dritte Platzierung unter den besten Drei. Einen Monat nach dem Turnier gingen Wåhlberg und die Organisation nach mehr als drei Jahren getrennte Wege und er wechselte zu Team Liquid.

## Erfolge (Auswahl)
| Datum     | Platz   | Turnier                | Preisgeld |
| --------- | ------- | ---------------------- | --------- |
| Aug. 2014 | 3.      | The International 2014 | 207.691 $ |
| Aug. 2016 | 3,      | The International 2016 | 436.179 $ |
| Dez. 2016 | 3. – 4. | Boston Major 2016      | 50.000 $  |

| Datum     | Platz | Turnier                         | Preisgeld |
| --------- | ----- | ------------------------------- | --------- |
| Jun. 2015 | 1.    | ESL One Frankfurt 2015          | 23.696 $  |
| Jan. 2019 | 1.    | Chongqing Major 2019            | 70.000 $  |
| Mai 2019  | 1.    | MDL Disneyland Paris Major 2019 | 70.000 $  |
| Aug. 2019 | 4.    | The International 2019          | 411.960 $ |
| Okt. 2021 | 3.    | The International 10            | 720.320 $ |